# Danevirke

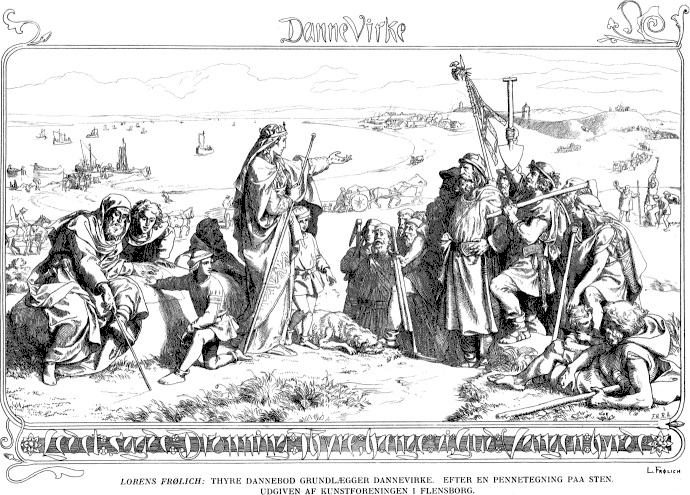
Lorenz Frølichs målning av när Thyra Dannebod beordrade anläggningen av Danevirke.

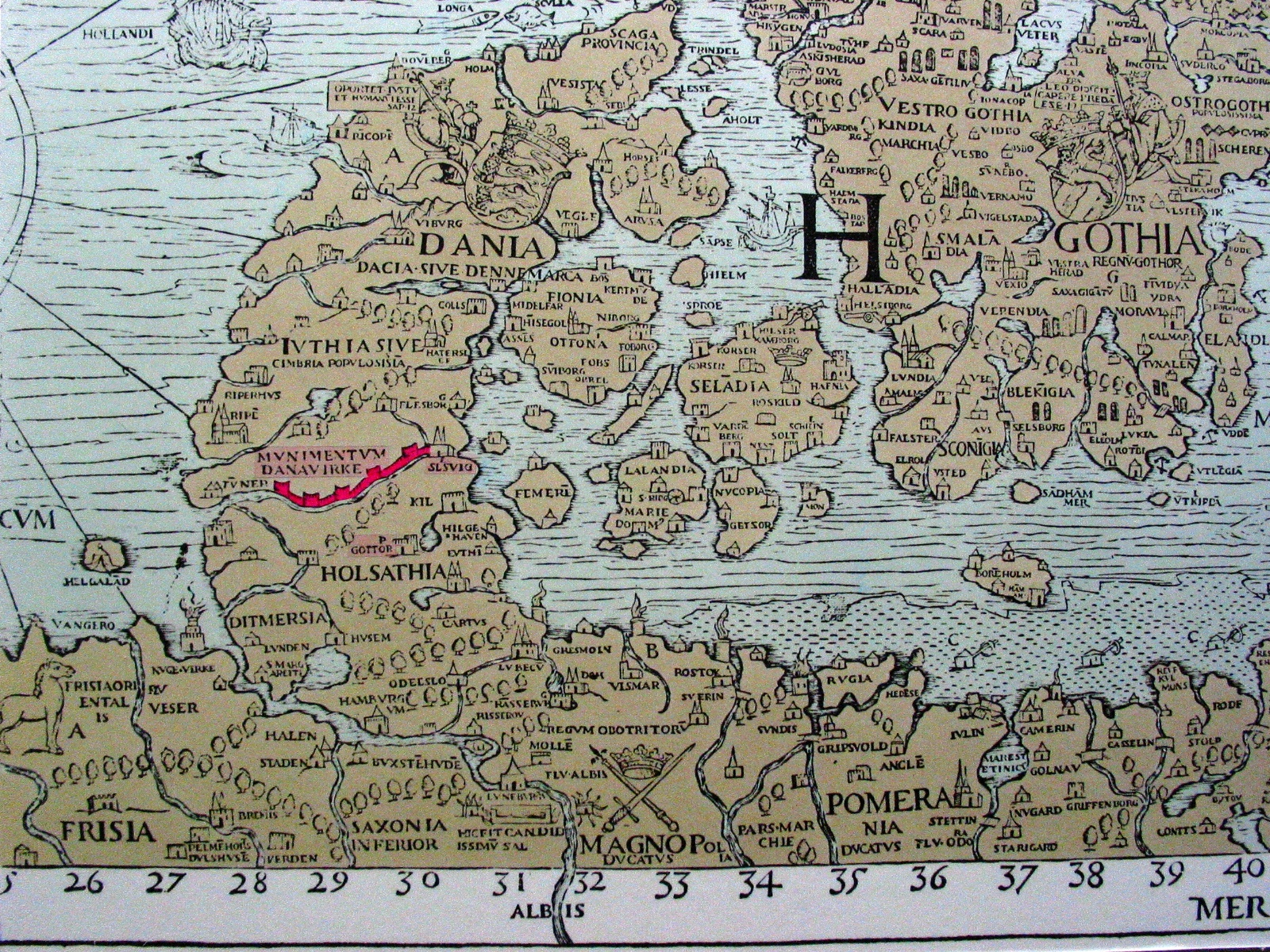
Danevirke (i rött) på Carta Marina från 1500-talet.

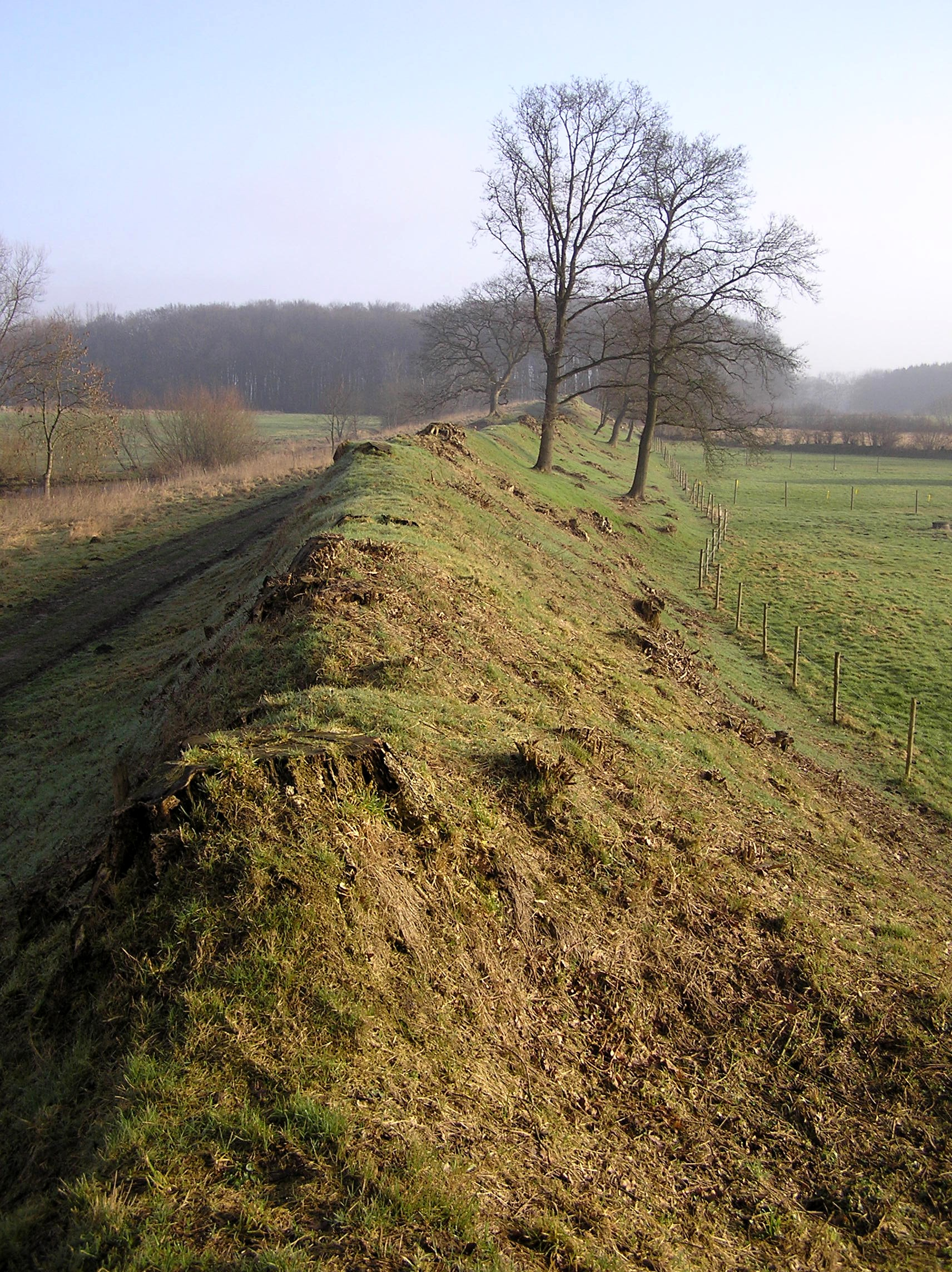
Danevirke idag.

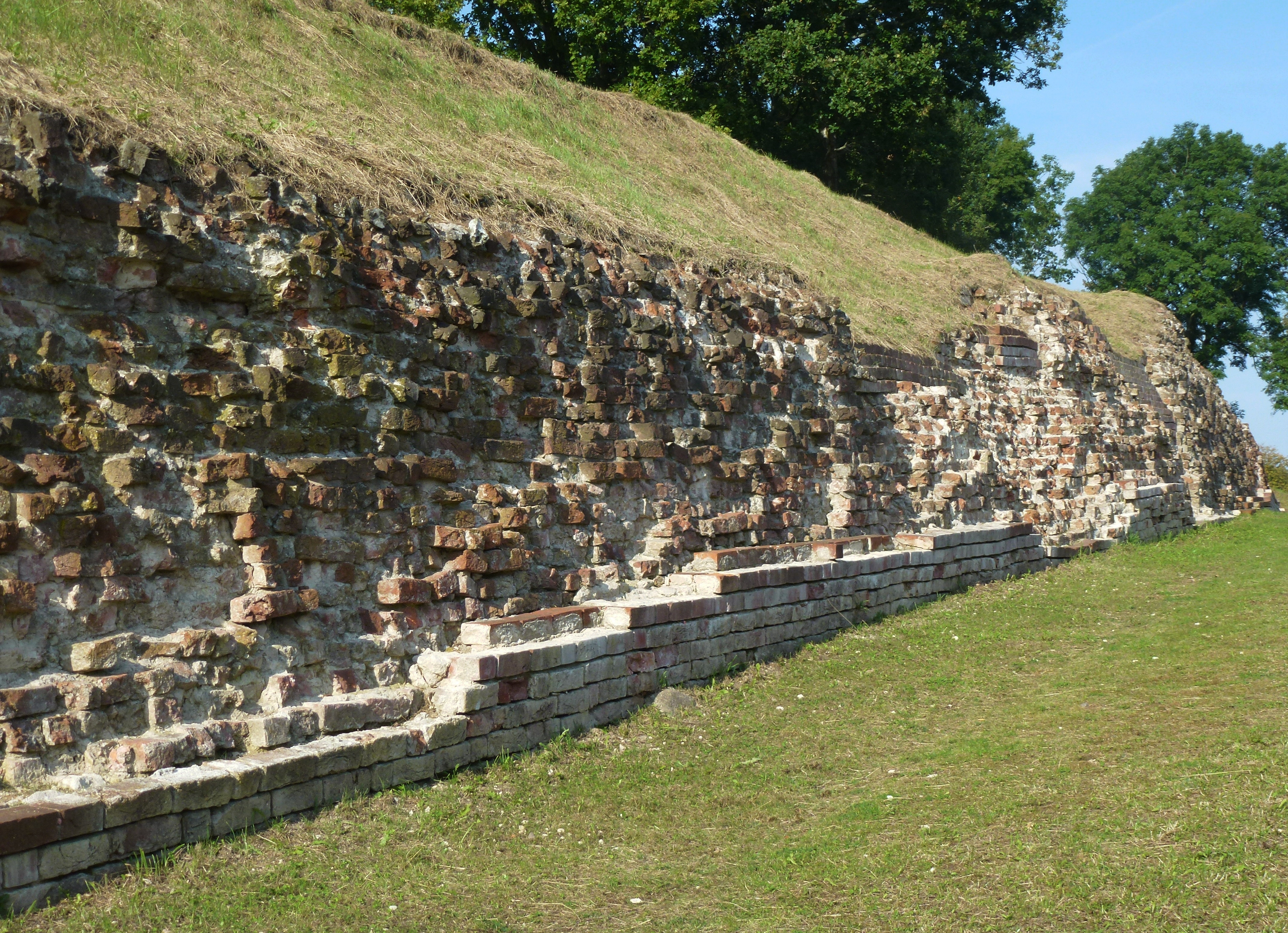
Valdemarsmuren vid Danevirke Museum.

Danevirke (fornnordiska: Danavirki, modern danska: Dannevirke, tyska: Danewerk) är en befästningslinje i form av en jordvall tvärs över södra delen av halvön Jylland som uppfördes redan under Danmarks vikingatid. Den användes senast för militära ändamål i dansk-tyska kriget 1864, och ligger idag i förbundslandet Schleswig-Holstein i Tyskland.
Danevirke sträcker sig från träskmarkerna i västra Jylland till staden Schleswig på östersjökusten nära det forna vikingatida handelscentret Hedeby. En ytterligare vall, mellan Schlei och staden Eckernförde försvarade Schwansen-halvön.

## Byggande
Enligt skrivna källor ska arbetet med Danevirke ha påbörjats av den danske kungen Godfred år 808. Då han fruktade en invasion av franker, som hade erövrat de då hedniska Friesen och gamla Sachsen under de föregående 100 åren, påbörjade Godfred arbete på ett enormt byggnadsverk för att försvara sitt rike, med syftet att åtskilja jylländska halvön från de norra utposterna av den frankiska riket, men också att värna den viktiga handelsvägen tvärs genom Jylland till Hedeby.
Arkeologiska utgrävningar 1969–1975 slog, med hjälp av dendrokronologi, fast att Danevirkes huvuddel hade byggts i tre faser mellan åren 737 och 968, den är därför ett samtida befästningsverk med Offa's Dyke. I Sverige finns en liknande försvarsvall som heter Götavirke.
Danevirke har en längd av ungefär 30 km, med en höjd som varierar mellan 3,6 och 6 m. Under medeltiden förstärktes jordvallen med träpalissader och murverk, och användes av de danska kungarna som en samlingspunkt för danska fälttåg, däribland en serie korståg mot slaver i södra östersjöområdet. 1100-talskungen Valdemar den store lät förstärka delar av Danevirke med en tegelmur, vilket möjliggjorde en fortsatt militär användning av fästningsverket. De förstärkta delarna kallas därför Valdemarsmuren. Den ursprungligen cirka fyra kilometer långa och fem meter höga muren var på sin tid den starkaste fästningen norr om Alperna.

## 1800-talet
Under 1800-talets utdragna tvister mellan danskar och tyskar om överhögheten över Slesvig/Schleswig kom Danevirke att bli en symbol för dansk nationalism. Danevirkes läge kom därför i mångas medvetande att beteckna var Danmarks historiska anspråk på det omstridda territoriet gick, trots att språkgränsen hade förflyttats norrut under de århundraden som gått sedan befästningslinjen byggdes. Under 1800-talet fanns det därför en tyskspråkig majoritet en god bit norr om Danevirke, även om hertigdömena Slesvig och Holstein ingick i personalunion med Danmark, och således styrdes av den danske kungen.  
Den senaste gången Danevirke användes militärt var under dansk-tyska kriget 1864. På grund av sin ställning som nationell symbol hade den danska allmänheten förväntat sig att Danevirke skulle användas för att möta de tyska trupperna. I ett tidigt skede drog dock den danske befälhavaren de Meza bort trupperna från Danevirke, redan innan något slag hade utkämpats där. Han försvarade denna åtgärd med risken att bli kringränd, eftersom Schlei och träskmarkerna mellan Danevirke och Husum hade frusit till is i vinterkylan, vilket öppnade nya framryckningsvägar för tyskarna. Dessutom hade terrängen omedelbart framför Danevirke redan fallit i tyska händer. Reträtten från Danevirke kom överraskande för de preussisk-österrikiska arméstyrkorna, och så gott som alla danska trupper lyckades fullfölja evakueringen. Dock förlorade danskarna ett antal tunga artilleripjäser i samband med reträtten, och anledningen till att järnvägen till Flensburg inte utnyttjades fullt ut har förblivit omdiskuterad. Nyheten om reträtten från Danevirke kom som en stor chock för den danska allmänheten, som hade fått intrycket att Danevirke var en ointaglig befästning, och General de Meza fråntogs strax efter sitt befäl över de danska trupperna. Danmark förlorade senare kriget och fick avstå hela Slesvig, Holstein och Sachsen-Lauenburg.

## Andra världskriget
Efter den allierade landstigningen i Normandie under andra världskriget befarade Wehrmacht att en andra allierad landstidning kunde ske genom Danmark, och övervägde att omvandla jordvallen så att den kunde nyttjas i pansarvärnsstrid som stridsvagnshinder. Om förslaget hade genomförts, hade detta förstört byggnadsverket i sin historiska tappning.
När han fick höra om planerna, tog den danske arkeologen Søren Telling kontakt med såväl SS-chefen Heinrich Himmler som chefen för SS arkeologiska avdelning Amt für Ahnenwerte, som styrde över arkeologiska undersökningar. Telling argumenterade kraftfullt emot förstörandet av en viktig kvarlämning av "arisk civilisation" och Himmler gav honom befogenhet att stoppa byggandet av stridsvagnshindren, men meddelade Telling att den skrivna order som skulle utfärdas skulle ta flera dagar att anlända. Telling begav sig sedan till Danevirke och beordrade Wehrmachts lokala chef att omedelbart stoppa konstruktionsarbetena. När denne vägrade hotade Telling med repressalier från SS. Arbetena avbröts och Himmlers order, som upphävde Wehrmachts ursprungliga direktiv, anlände två dagar senare. Telling bosatte sig senare i närheten av Danevirke och betraktade sig som befästningslinjens beskyddare till sin död 1968.

## Världsarvsprojekt
Sedan år 2004 finns initiativ genom Archäologisches Landesamt Schleswig-Holstein att sammanföra världsarven Þingvellir nationalpark på Island, Jellingestenarna i Danmark och Birka och Hovgården i Sverige med Hedeby och Danevirke till ett gränsöverskridande ”Phenomena and Monuments of Viking Culture”.  Än så länge finns ingen koordination mellan dessa kulturhistoriska platser och gränsöverskridande världsarv hör till undantaget.  I februari 2008 presenterades planen för allmänheten och Island förklarade sig beredd att sköta ansökningsproceduren hos Unesco.

## Panorama

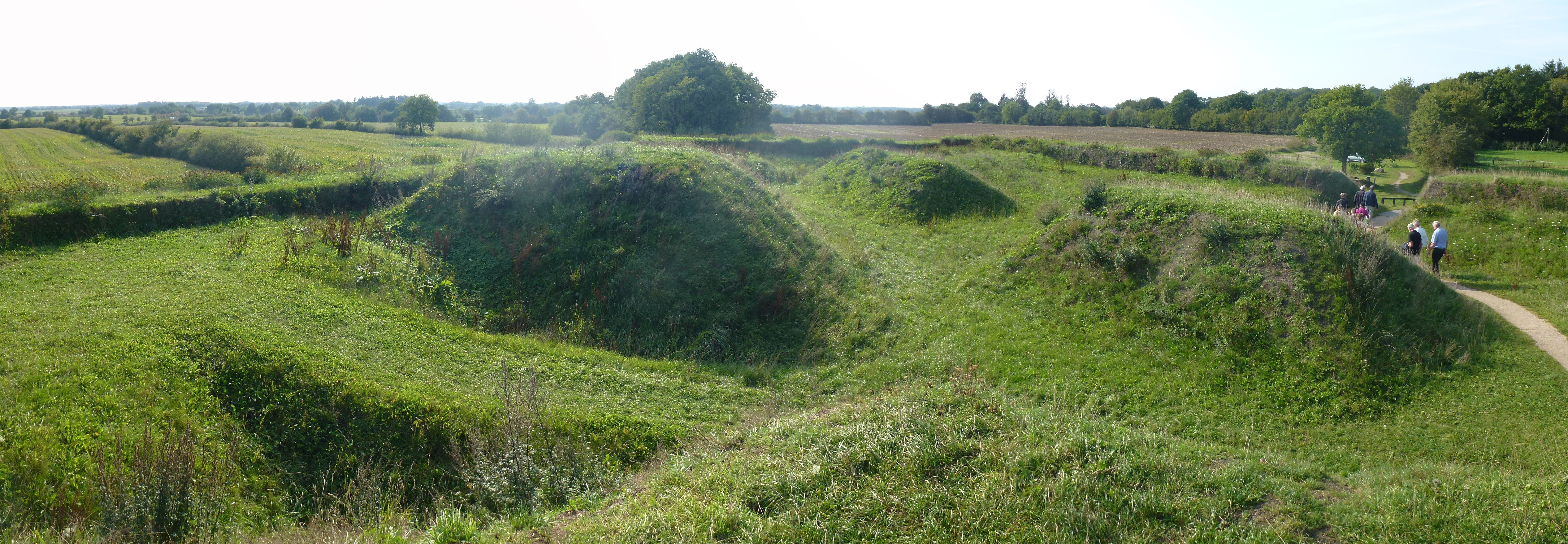
Skans 14 som kom till användning under Dansk-tyska kriget 1864.